# Marokkaans voetbalelftal (mannen)
Het Marokkaans voetbalelftal (Arabisch: منتخب المغرب لكرة القدم, Berbers: ⵜⴰⵔⴰⴱⴱⵓⵓⵜ ⴰⵏⴰⵎⵓⵔ ⵏ ⵍⵎⵖⵔⵉⴱ), ook wel de « AtlasLeeuwen » genoemd, is een team van voetballers dat Marokko vertegenwoordigt in internationale wedstrijden zoals de (kwalificatie)wedstrijden voor het WK en de Afrika Cup. De FRMF werd in 1955 opgericht en is aangesloten bij de CAF en de FIFA sinds 1960.
De ploeg speelt zijn thuiswedstrijden doorgaans in Casablanca, Rabat, Marrakesh, Agadir Tanger of Oujda en behaalde in april 1998 met de 10e plaats zijn hoogste positie op de FIFA-wereldranglijst. Daarmee is Marokko na Nigeria in 1994, het tweede Afrikaanse land dat in de top tien zat. Marokko kwalificeerde zich in totaal zes keer voor het Wereldkampioenschap voetbal en bereikte op het WK van 2022 als eerste Afrikaanse land de halve finale. Marokko kwalificeerde zich ook al achttien keer voor de Afrika Cup en won de beker in 1976. Op de editie van 2004 verloor het de finale van gastland Tunesië.

## Wereldkampioenschap
Het allereerste WK werd gespeeld in 1930 in Uruguay. Slechts een paar landen reisden af naar Zuid-Amerika om te spelen. Marokko was in 1970 het tweede Afrikaanse land dat deelnam aan een WK-eindronde, na Egypte in 1934. Marokko moest in die tussentijd 16 jaar lang wachten voordat het opnieuw naar het WK mocht. In 1986 was Marokko het eerste Afrikaanse land dat op een WK-toernooi groepswinnaar werd en is na Kameroen het meest gekwalificeerde Afrikaans land op het WK. Nu voor 2022 heeft Marokko zich weer gekwalificeerd voor het WK. Tijdens de achtste finale wonnen ze na strafschoppen tegen Spanje, waarmee ze voor het eerst de kwartfinales op een WK haalden.In de kwartfinale won Marokko van Portugal waardoor ze het eerste Afrikaanse land werden dat zich heeft gekwalificeerd voor de halve finale. In de halve finale verloren ze van Frankrijk. In de troost finale verloren ze van Kroatië met 2-1. Ze werden het eerste Afrikaanse land dat 4de werd op een WK.

### Debuut 1970
In 1970 in Mexico plaatste Marokko zich voor het eerst op de eindronde van het wereldkampioenschap.
Kwalificatie
Eerste ronde
- 3 november 1968, Casablanca, Marokko -  Marokko -  Senegal 1 - 0
- 1 januari 1969, Dakar, Senegal -  Senegal -  Marokko 2 - 1

Beide teams hadden evenveel goals gemaakt en er werd een beslissende wedstrijd gespeeld op neutraal terrein in Las Palmas, Spanje.
- 13 februari 1969, Las Palmas, Spanje -  Marokko -  Senegal 2 - 0

Tweede ronde
- 27 april 1969, Tunis, Tunesië -  Tunesië -  Marokko 0 - 0
- 18 mei 1969, Casablanca, Marokko -  Marokko -  Tunesië 0 - 0 (na verlenging)

Omdat beide teams niet konden scoren werd een beslissende wedstrijd gespeeld op neutraal terrein in Marseille, Frankrijk.
- 13 juni 1969, Marseille, Frankrijk -  Marokko -  Tunesië 2 - 2 (na verlenging)

Er werd getost om te bepalen welk land naar de eindronde mocht. Dit werd Marokko.
Finaleronde
| Land    | Wed | Win | Gel | Ver | DV | DT | +/− | Punt |
| ------- | --- | --- | --- | --- | -- | -- | --- | ---- |
| Marokko | 4   | 2   | 1   | 1   | 5  | 3  | 2   | 5    |
| Nigeria | 4   | 1   | 2   | 1   | 8  | 7  | 1   | 4    |
| Soedan  | 4   | 0   | 3   | 1   | 5  | 8  | −3  | 3    |

| Eindronde West-Duitsland was in de eerste groepswedstrijd met 2-1 te sterk, Peru in de tweede wedstrijd met 3-0. Uitschakeling was een feit maar de eer werd gered met een 1-1 gelijkspel in de afsluitende wedstrijd tegen Bulgarije. Daarmee was Marokko ook het eerste Afrikaanse land dat een punt op het WK behaalde. | \| Land \| Wed \| Win \| Gel \| Ver \| DV \| DT \| +/− \| Pnt \| \| -------------- \| --- \| --- \| --- \| --- \| -- \| -- \| --- \| --- \| \| West-Duitsland \| 3 \| 3 \| 0 \| 0 \| 10 \| 4 \| 6 \| 6 \| \| Peru \| 3 \| 2 \| 0 \| 1 \| 7 \| 5 \| 2 \| 4 \| \| Bulgarije \| 3 \| 0 \| 1 \| 2 \| 5 \| 9 \| -4 \| 1 \| \| Marokko \| 3 \| 0 \| 1 \| 2 \| 2 \| 6 \| -4 \| 1 \| |     |     |     |    |    |     |     |
| Land | Wed | Win | Gel | Ver | DV | DT | +/− | Pnt |
| West-Duitsland | 3 | 3   | 0   | 0   | 10 | 4  | 6   | 6   |
| Peru | 3 | 2   | 0   | 1   | 7  | 5  | 2   | 4   |
| Bulgarije | 3 | 0   | 1   | 2   | 5  | 9  | -4  | 1   |
| Marokko | 3 | 0   | 1   | 2   | 2  | 6  | -4  | 1   |

### Mexico 1986
| Marokko deed in 1986 voor de tweede keer mee aan de WK-eindronde. Zestien jaar na het debuut was eveneens Mexico plaats van handeling. Onder leiding van de Braziliaanse coach José Faria en gedragen door spelers als Aziz Bouderbala, Abdelmajid Dolmy, Badou Zaki, Mohamed Timoumi en Labid Khalifa werd Marokko het eerste Afrikaanse land dat zich plaatste voor de tweede ronde van een WK. Marokko werd ook het eerste Afrikaanse land dat groepswinnaar werd op een WK met 5 punten en bereikte dit door twee gelijke spelen, tegen Engeland en Polen beide met 0-0 en een 3-1-overwinning op Portugal, met twee doelpunten van Abderrazak Khairi en een doelpunt van Abdelkrim Merry. In de achtste finales verloor de ploeg met 1-0 van West-Duitsland dat net op het nippertje scoorde, in de 87ste minuut door Lothar Matthäus. | \| Land \| Wed \| Win \| Gel \| Ver \| DV \| DT \| +/− \| Pnt \| \| -------- \| --- \| --- \| --- \| --- \| -- \| -- \| --- \| --- \| \| Marokko \| 3 \| 1 \| 2 \| 0 \| 3 \| 1 \| 2 \| 5 \| \| Engeland \| 3 \| 1 \| 1 \| 1 \| 3 \| 1 \| 2 \| 4 \| \| Polen \| 3 \| 1 \| 1 \| 1 \| 1 \| 3 \| 2 \| 4 \| \| Portugal \| 3 \| 1 \| 0 \| 2 \| 2 \| 4 \| -2 \| 3 \| |     |     |     |    |    |     |     |
| Land | Wed | Win | Gel | Ver | DV | DT | +/− | Pnt |
| Marokko | 3 | 1   | 2   | 0   | 3  | 1  | 2   | 5   |
| Engeland | 3 | 1   | 1   | 1   | 3  | 1  | 2   | 4   |
| Polen | 3 | 1   | 1   | 1   | 1  | 3  | 2   | 4   |
| Portugal | 3 | 1   | 0   | 2   | 2  | 4  | -2  | 3   |

Eerste ronde
|                       |           |       |         |                                                                                                |
| 2 juni 1986 16:00 uur | Polen     | 0 – 0 | Marokko | Estadio Universitario, Monterrey Toeschouwers: 19.000 Scheidsrechter: José Luis Martínez (URU) |
| 2 juni 1986 16:00 uur | (Verslag) |       |         | Estadio Universitario, Monterrey Toeschouwers: 19.000 Scheidsrechter: José Luis Martínez (URU) |

|                       |           |       |          |                                                                                            |
| 6 juni 1986 16:00 uur | Marokko   | 0 – 0 | Engeland | Estadio Tecnológico, Monterrey Toeschouwers: 20.000 Scheidsrechter: Gabriel González (PAR) |
| 6 juni 1986 16:00 uur | (Verslag) |       |          | Estadio Tecnológico, Monterrey Toeschouwers: 20.000 Scheidsrechter: Gabriel González (PAR) |

|                        |                                                                 |           |                |                                                                                           |
| 11 juni 1986 16:00 uur | Marokko                                                         | 3 – 1     | Portugal       | Estadio Tres de Marzo, Guadalajara Toeschouwers: 24.000 Scheidsrechter: Alan Snoddy (NIR) |
| 11 juni 1986 16:00 uur | Abderrazak Khairi 19' Abderrazak Khairi 26' Abdelkrim Merry 62' | (Verslag) | 80' Diamantino | Estadio Tres de Marzo, Guadalajara Toeschouwers: 24.000 Scheidsrechter: Alan Snoddy (NIR) |

Achtste finale
|                        |         |           |                     |                                                                                            |
| 17 juni 1986 16:00 uur | Marokko | 0 – 1     | West-Duitsland      | Estadio Universitario, Monterrey Toeschouwers: 19.000 Scheidsrechter: Zoran Petrović (YUG) |
| 17 juni 1986 16:00 uur |         | (Verslag) | 87' Lothar Matthäus | Estadio Universitario, Monterrey Toeschouwers: 19.000 Scheidsrechter: Zoran Petrović (YUG) |

### Frankrijk 1998
| Marokko kwalificeerde zich voor de eindronde met vijf overwinningen en een gelijkspel en werden met deze scores de groepswinnaar. Achtereenvolgens werd gespeeld tegen Sierra Leone (4-0), Ghana (2-2), Gabon (0-4) werd na 55 minuten gestaakt maar de uitslag blijft staan, Sierra Leone (0-1), Ghana (1-0) en Gabon (2-0). In de eindronde waren in de groepsfase Brazilië, Noorwegen en Schotland de tegenstanders. In de eerste wedstrijd werd tegen Noorwegen met 2-2 gelijkgespeeld onder andere door een eigen doelpunt van Youssef Chippo. Van Brazilië werd daarna met 3-0 verloren. En tegen Schotland wonnen ze met 3-0, door de overwinning op Schotland kon Marokko zich voor de volgende ronde plaatsen tenzij de Noren van Brazilië zouden winnen. Door twee doelpunten in de slotfase van de wedstrijd slaagde Noorwegen er in om zich ten koste van Marokko voor de tweede ronde te plaatsen. | \| Land \| Wed \| Win \| Gel \| Ver \| DV \| DT \| +/− \| Pnt \| \| --------- \| --- \| --- \| --- \| --- \| -- \| -- \| --- \| --- \| \| Brazilië \| 3 \| 2 \| 0 \| 1 \| 6 \| 3 \| 3 \| 6 \| \| Noorwegen \| 3 \| 1 \| 2 \| 0 \| 5 \| 4 \| 1 \| 5 \| \| Marokko \| 3 \| 1 \| 1 \| 1 \| 5 \| 5 \| 0 \| 4 \| \| Schotland \| 3 \| 0 \| 1 \| 2 \| 2 \| 6 \| -4 \| 1 \| |     |     |     |    |    |     |     |
| Land | Wed | Win | Gel | Ver | DV | DT | +/− | Pnt |
| Brazilië | 3 | 2   | 0   | 1   | 6  | 3  | 3   | 6   |
| Noorwegen | 3 | 1   | 2   | 0   | 5  | 4  | 1   | 5   |
| Marokko | 3 | 1   | 1   | 1   | 5  | 5  | 0   | 4   |
| Schotland | 3 | 0   | 1   | 2   | 2  | 6  | -4  | 1   |

Eerste ronde
|                        |                                         |           |                                         |                                                                                             |
| 10 juni 1998 21:00 uur | Marokko                                 | 2 – 2     | Noorwegen                               | Stade de la Mosson, Montpellier Toeschouwers: 29,800 Scheidsrechter: Pirom Un-Prasert (THA) |
| 10 juni 1998 21:00 uur | Mustapha Hadji 38' Abdeljalil Hadda 59' | (Verslag) | 46' (e.d.) Youssef Chippo 60' Dan Eggen | Stade de la Mosson, Montpellier Toeschouwers: 29,800 Scheidsrechter: Pirom Un-Prasert (THA) |

|                        |                                     |           |         |                                                                                           |
| 16 juni 1998 21:00 uur | Brazilië                            | 3 – 0     | Marokko | Stade de la Beaujoire, Nantes Toeschouwers: 35.500 Scheidsrechter: Nikolai Levnikov (RUS) |
| 16 juni 1998 21:00 uur | Ronaldo 9' Rivaldo 45+2' Bebeto 50' | (Verslag) |         | Stade de la Beaujoire, Nantes Toeschouwers: 35.500 Scheidsrechter: Nikolai Levnikov (RUS) |

|                        |           |           |                                                                    |                                                                                               |
| 23 juni 1998 21:00 uur | Schotland | 0 – 3     | Marokko                                                            | Stade Geoffroy-Guichard, Saint-Étienne Toeschouwers: 30,600 Scheidsrechter: Ali Bujsaim (UAE) |
| 23 juni 1998 21:00 uur |           | (Verslag) | 22' Salaheddine Bassir 46' Abdeljalil Hadda 85' Salaheddine Bassir | Stade Geoffroy-Guichard, Saint-Étienne Toeschouwers: 30,600 Scheidsrechter: Ali Bujsaim (UAE) |

### Rusland 2018
In Rusland wist Marokko slechts één punt uit drie wedstrijden te halen, waardoor de ploeg van de Franse bondscoach Hervé Renard voortijdig werd uitgeschakeld. In de derde en afsluitende groepswedstrijd werd met 2-2 gelijkgespeeld tegen voormalig wereldkampioen Spanje. Na afloop van het toernooi stuurde de Marokkaanse voetbalbond FRMF een boze brief naar de FIFA. De Marokkanen schreven aan de mondiale voetbalbond dat de vroege eliminatie – de selectie eindigde uiteindelijk als laatste in groep B – een gevolg was van scheidsrechterlijk dwalingen in de wedstrijden tegen Portugal (0-1) en Spanje (2-2). Tegen Portugal ging volgens de bond de arbitrage drie keer in de fout, tegen Spanje zelfs vijf keer. Na de afsluitende groepswedstrijd tegen Spanje (2-2) luchtte Nordin Amrabat al zijn hart tegenover de camera, omdat de gelijkmakende goal van Iago Aspas in blessuretijd werd toegekend door ingrijpen door de videoscheidsrechter. "Die VAR is ongelooflijk", zei de verongelijkte aanvaller na afloop tegen de NOS. "Ze kiezen willekeurige momenten uit. Je kan niet één keer wel en een keer niet. Dan moet er nieuwe regels komen. Of bij elk moment, of helemaal niet." De wereldvoetbalbond berispte Amrabat voor zijn "VAR is bullshit"-opmerking.
|          | \| Land \| Wed \| Win \| Gel \| Ver \| DV \| DT \| +/− \| Pnt \| \| -------- \| --- \| --- \| --- \| --- \| -- \| -- \| --- \| --- \| \| Spanje \| 3 \| 1 \| 2 \| 0 \| 6 \| 5 \| +1 \| 5 \| \| Portugal \| 3 \| 1 \| 2 \| 0 \| 5 \| 4 \| +1 \| 5 \| \| Iran \| 3 \| 1 \| 1 \| 1 \| 2 \| 2 \| 0 \| 3 \| \| Marokko \| 3 \| 0 \| 1 \| 2 \| 2 \| 4 \| -2 \| 1 \| |     |     |     |    |    |     |     |
| Land     | Wed | Win | Gel | Ver | DV | DT | +/− | Pnt |
| Spanje   | 3 | 1   | 2   | 0   | 6  | 5  | +1  | 5   |
| Portugal | 3 | 1   | 2   | 0   | 5  | 4  | +1  | 5   |
| Iran     | 3 | 1   | 1   | 1   | 2  | 2  | 0   | 3   |
| Marokko  | 3 | 0   | 1   | 2   | 2  | 4  | -2  | 1   |

Eerste ronde
|                                               |         |                         |      |                                      |
| 15 juni 2018 «onderlinge duels» 18:00 (UTC+3) | Marokko | 0 – 1                   | Iran | Nieuwe Zenitstadion, Sint-Petersburg |
| 15 juni 2018 «onderlinge duels» 18:00 (UTC+3) |         | 90+5' (e.d.) Bouhaddouz |      | Nieuwe Zenitstadion, Sint-Petersburg |

|                                               |            |       |         |                                     |
| 20 juni 2018 «onderlinge duels» 15:00 (UTC+3) | Portugal   | 1 – 0 | Marokko | Olympisch Stadion Loezjniki, Moskou |
| 20 juni 2018 «onderlinge duels» 15:00 (UTC+3) | Ronaldo 4' |       |         | Olympisch Stadion Loezjniki, Moskou |

|                                               |                       |       |                           |                                  |
| 25 juni 2018 «onderlinge duels» 20:00 (UTC+2) | Spanje                | 2 – 2 | Marokko                   | Stadion Kaliningrad, Kaliningrad |
| 25 juni 2018 «onderlinge duels» 20:00 (UTC+2) | Isco 19' Aspas 90 +1' |       | 14' Boutaïb 81' En-Nesyri | Stadion Kaliningrad, Kaliningrad |

### Qatar 2022
| Pos | Team    | Wed | W | G | V | Ptn | DV | DT | +/− | Kwalificatie               |
| --- | ------- | --- | - | - | - | --- | -- | -- | --- | -------------------------- |
| 1   | Marokko | 3   | 2 | 1 | 0 | 7   | 4  | 1  | +3  | Door naar de knock-outfase |
| 2   | Kroatië | 3   | 1 | 2 | 0 | 5   | 4  | 1  | +3  | Door naar de knock-outfase |
| 3   | België  | 3   | 1 | 1 | 1 | 4   | 1  | 2  | −1  |                            |
| 4   | Canada  | 3   | 0 | 0 | 3 | 0   | 2  | 7  | −5  |                            |

Wedstrijden van Marokko in de groepsfase
|                                                                 |                                 |       |         |                                                                                           |
| 23 november 2022 «onderlinge duels» 13:00 (UTC+3) 11:00 (UTC+1) | Marokko                         | 0 – 0 | Kroatië | Stadion: Al Baytstadion, Al Khawr Toeschouwers: 59.407 Scheidsrechter: Fernando Rapallini |
| 23 november 2022 «onderlinge duels» 13:00 (UTC+3) 11:00 (UTC+1) | wedstrijdverslag verslag (FIFA) |       |         | Stadion: Al Baytstadion, Al Khawr Toeschouwers: 59.407 Scheidsrechter: Fernando Rapallini |
| 23 november 2022 «onderlinge duels» 13:00 (UTC+3) 11:00 (UTC+1) |                                 |       |         | Stadion: Al Baytstadion, Al Khawr Toeschouwers: 59.407 Scheidsrechter: Fernando Rapallini |
| 23 november 2022 «onderlinge duels» 13:00 (UTC+3) 11:00 (UTC+1) |                                 |       |         | Stadion: Al Baytstadion, Al Khawr Toeschouwers: 59.407 Scheidsrechter: Fernando Rapallini |
|                                                                 |                                 |       |         |                                                                                           |

|                                                                 |        |                                 |                            |                                                                                          |
| 27 november 2022 «onderlinge duels» 16:00 (UTC+3) 14:00 (UTC+1) | België | 0 – 2                           | Marokko                    | Stadion: Al Thumamastadion, Doha Toeschouwers: 43.738 Scheidsrechter: César Arturo Ramos |
| 27 november 2022 «onderlinge duels» 16:00 (UTC+3) 14:00 (UTC+1) |        | wedstrijdverslag verslag (FIFA) | 73' Sabiri 90+3' Aboukhlal | Stadion: Al Thumamastadion, Doha Toeschouwers: 43.738 Scheidsrechter: César Arturo Ramos |
| 27 november 2022 «onderlinge duels» 16:00 (UTC+3) 14:00 (UTC+1) |        |                                 |                            | Stadion: Al Thumamastadion, Doha Toeschouwers: 43.738 Scheidsrechter: César Arturo Ramos |
| 27 november 2022 «onderlinge duels» 16:00 (UTC+3) 14:00 (UTC+1) |        |                                 |                            | Stadion: Al Thumamastadion, Doha Toeschouwers: 43.738 Scheidsrechter: César Arturo Ramos |
|                                                                 |        |                                 |                            |                                                                                          |

|                                                                |                   |                                 |                         |                                                                                     |
| 1 december 2022 «onderlinge duels» 18:00 (UTC+3) 16:00 (UTC+1) | Canada            | 1 – 2                           | Marokko                 | Stadion: Al Thumamastadion, Doha Toeschouwers: 43.102 Scheidsrechter: Raphael Claus |
| 1 december 2022 «onderlinge duels» 18:00 (UTC+3) 16:00 (UTC+1) | Aguerd 40' (e.d.) | wedstrijdverslag verslag (FIFA) | 4' Ziyech 23' En-Nesyri | Stadion: Al Thumamastadion, Doha Toeschouwers: 43.102 Scheidsrechter: Raphael Claus |
| 1 december 2022 «onderlinge duels» 18:00 (UTC+3) 16:00 (UTC+1) |                   |                                 |                         | Stadion: Al Thumamastadion, Doha Toeschouwers: 43.102 Scheidsrechter: Raphael Claus |
| 1 december 2022 «onderlinge duels» 18:00 (UTC+3) 16:00 (UTC+1) |                   |                                 |                         | Stadion: Al Thumamastadion, Doha Toeschouwers: 43.102 Scheidsrechter: Raphael Claus |
|                                                                |                   |                                 |                         |                                                                                     |

Achtste finale:
|                                                                |                                 |                         |                        |                                                                                                   |
| 6 december 2022 «onderlinge duels» 18:00 (UTC+3) 16:00 (UTC+1) | Marokko                         | 0 – 0 (n.v.) 3 – 0 pen. | Spanje                 | Stadion: Education Citystadion, Ar Rayyan Toeschouwers: 44.667 Scheidsrechter: Fernando Rapallini |
| 6 december 2022 «onderlinge duels» 18:00 (UTC+3) 16:00 (UTC+1) | wedstrijdverslag verslag (FIFA) |                         |                        | Stadion: Education Citystadion, Ar Rayyan Toeschouwers: 44.667 Scheidsrechter: Fernando Rapallini |
| 6 december 2022 «onderlinge duels» 18:00 (UTC+3) 16:00 (UTC+1) | Strafschoppen                   |                         |                        | Stadion: Education Citystadion, Ar Rayyan Toeschouwers: 44.667 Scheidsrechter: Fernando Rapallini |
| 6 december 2022 «onderlinge duels» 18:00 (UTC+3) 16:00 (UTC+1) | Sabiri Ziyech Benoun Hakimi     |                         | Sarabia Soler Busquets | Stadion: Education Citystadion, Ar Rayyan Toeschouwers: 44.667 Scheidsrechter: Fernando Rapallini |
|                                                                |                                 |                         |                        |                                                                                                   |

Kwartfinale:
|                                                                 |                                     |                                 |          |                                                                                     |
| 10 december 2022 «onderlinge duels» 18:00 (UTC+3) 16:00 (UTC+1) | Marokko                             | 1 – 0                           | Portugal | Stadion: Al Thumamastadion, Doha Toeschouwers: 44.198 Scheidsrechter: Facundo Tello |
| 10 december 2022 «onderlinge duels» 18:00 (UTC+3) 16:00 (UTC+1) | En-Nesyri 42' Cheddira 90+1', 90+3' | wedstrijdverslag verslag (FIFA) |          | Stadion: Al Thumamastadion, Doha Toeschouwers: 44.198 Scheidsrechter: Facundo Tello |
| 10 december 2022 «onderlinge duels» 18:00 (UTC+3) 16:00 (UTC+1) |                                     |                                 |          | Stadion: Al Thumamastadion, Doha Toeschouwers: 44.198 Scheidsrechter: Facundo Tello |
| 10 december 2022 «onderlinge duels» 18:00 (UTC+3) 16:00 (UTC+1) |                                     |                                 |          | Stadion: Al Thumamastadion, Doha Toeschouwers: 44.198 Scheidsrechter: Facundo Tello |
|                                                                 |                                     |                                 |          |                                                                                     |

Halve finale:
|                                                                 |                             |                                 |         |                                                                                           |
| 14 december 2022 «onderlinge duels» 22:00 (UTC+3) 20:00 (UTC+1) | Frankrijk                   | 2 – 0                           | Marokko | Stadion: Al Baytstadion, Al Khawr Toeschouwers: 68.294 Scheidsrechter: César Arturo Ramos |
| 14 december 2022 «onderlinge duels» 22:00 (UTC+3) 20:00 (UTC+1) | Hernández 5' Kolo Muani 79' | wedstrijdverslag verslag (FIFA) |         | Stadion: Al Baytstadion, Al Khawr Toeschouwers: 68.294 Scheidsrechter: César Arturo Ramos |
| 14 december 2022 «onderlinge duels» 22:00 (UTC+3) 20:00 (UTC+1) |                             |                                 |         | Stadion: Al Baytstadion, Al Khawr Toeschouwers: 68.294 Scheidsrechter: César Arturo Ramos |
| 14 december 2022 «onderlinge duels» 22:00 (UTC+3) 20:00 (UTC+1) |                             |                                 |         | Stadion: Al Baytstadion, Al Khawr Toeschouwers: 68.294 Scheidsrechter: César Arturo Ramos |
|                                                                 |                             |                                 |         |                                                                                           |

Troostfinale:
|                                                                 |                       |                                 |         |                                                                                          |
| 17 december 2022 «onderlinge duels» 18:00 (UTC+3) 16:00 (UTC+1) | Kroatië               | 2 – 1                           | Marokko | Stadion: Khalifa Internationaal Stadion, Ar Rayyan Scheidsrechter: Abdulrahman Al-Jassim |
| 17 december 2022 «onderlinge duels» 18:00 (UTC+3) 16:00 (UTC+1) | Gvardiol 7' Oršić 42' | wedstrijdverslag verslag (FIFA) | 9' Dari | Stadion: Khalifa Internationaal Stadion, Ar Rayyan Scheidsrechter: Abdulrahman Al-Jassim |
| 17 december 2022 «onderlinge duels» 18:00 (UTC+3) 16:00 (UTC+1) |                       |                                 |         | Stadion: Khalifa Internationaal Stadion, Ar Rayyan Scheidsrechter: Abdulrahman Al-Jassim |
| 17 december 2022 «onderlinge duels» 18:00 (UTC+3) 16:00 (UTC+1) |                       |                                 |         | Stadion: Khalifa Internationaal Stadion, Ar Rayyan Scheidsrechter: Abdulrahman Al-Jassim |
|                                                                 |                       |                                 |         |                                                                                          |

### WK-historie
| Wereldkampioenschap voetbal overzicht | Wereldkampioenschap voetbal overzicht | Wereldkampioenschap voetbal overzicht | Wereldkampioenschap voetbal overzicht | Wereldkampioenschap voetbal overzicht | Wereldkampioenschap voetbal overzicht | Wereldkampioenschap voetbal overzicht | Wereldkampioenschap voetbal overzicht | Wereldkampioenschap voetbal overzicht | Wereldkampioenschap voetbal overzicht |
| Jaar                                  | Ronde                                 | Wed.                                  | W                                     | G                                     | V                                     | DV                                    | DT                                    | Kwal                                  |                                       |
| ------------------------------------- | ------------------------------------- | ------------------------------------- | ------------------------------------- | ------------------------------------- | ------------------------------------- | ------------------------------------- | ------------------------------------- | ------------------------------------- | ------------------------------------- |
| 1930-1958                             | Geen deelname                         | Geen deelname                         | Geen deelname                         | Geen deelname                         | Geen deelname                         | Geen deelname                         | Geen deelname                         | Geen deelname                         |                                       |
| 1962                                  | Niet gekwalificeerd                   | Niet gekwalificeerd                   | Niet gekwalificeerd                   | Niet gekwalificeerd                   | Niet gekwalificeerd                   | Niet gekwalificeerd                   | Niet gekwalificeerd                   | Niet gekwalificeerd                   |                                       |
| 1966                                  | Teruggetrokken                        | Teruggetrokken                        | Teruggetrokken                        | Teruggetrokken                        | Teruggetrokken                        | Teruggetrokken                        | Teruggetrokken                        | Teruggetrokken                        |                                       |
| 1970                                  | Groepsfase                            | 3                                     | 0                                     | 1                                     | 2                                     | 2                                     | 6                                     | (Kwal.)                               |                                       |
| 1974                                  | Niet gekwalificeerd                   | Niet gekwalificeerd                   | Niet gekwalificeerd                   | Niet gekwalificeerd                   | Niet gekwalificeerd                   | Niet gekwalificeerd                   | Niet gekwalificeerd                   | Niet gekwalificeerd                   |                                       |
| 1978                                  | Niet gekwalificeerd                   | Niet gekwalificeerd                   | Niet gekwalificeerd                   | Niet gekwalificeerd                   | Niet gekwalificeerd                   | Niet gekwalificeerd                   | Niet gekwalificeerd                   | Niet gekwalificeerd                   |                                       |
| 1982                                  | Niet gekwalificeerd                   | Niet gekwalificeerd                   | Niet gekwalificeerd                   | Niet gekwalificeerd                   | Niet gekwalificeerd                   | Niet gekwalificeerd                   | Niet gekwalificeerd                   | Niet gekwalificeerd                   |                                       |
| 1986                                  | Achtste finale                        | 4                                     | 1                                     | 2                                     | 1                                     | 3                                     | 2                                     | (Kwal.)                               |                                       |
| 1990                                  | Niet gekwalificeerd                   | Niet gekwalificeerd                   | Niet gekwalificeerd                   | Niet gekwalificeerd                   | Niet gekwalificeerd                   | Niet gekwalificeerd                   | Niet gekwalificeerd                   | Niet gekwalificeerd                   |                                       |
| 1994                                  | Groepsfase                            | 3                                     | 0                                     | 0                                     | 3                                     | 2                                     | 5                                     | (Kwal.)                               |                                       |
| 1998                                  | Groepsfase                            | 3                                     | 1                                     | 1                                     | 1                                     | 5                                     | 5                                     | (Kwal.)                               |                                       |
| 2002                                  | Niet gekwalificeerd                   | Niet gekwalificeerd                   | Niet gekwalificeerd                   | Niet gekwalificeerd                   | Niet gekwalificeerd                   | Niet gekwalificeerd                   | Niet gekwalificeerd                   | Niet gekwalificeerd                   |                                       |
| 2006                                  | Niet gekwalificeerd                   | Niet gekwalificeerd                   | Niet gekwalificeerd                   | Niet gekwalificeerd                   | Niet gekwalificeerd                   | Niet gekwalificeerd                   | Niet gekwalificeerd                   | Niet gekwalificeerd                   |                                       |
| 2010                                  | Niet gekwalificeerd                   | Niet gekwalificeerd                   | Niet gekwalificeerd                   | Niet gekwalificeerd                   | Niet gekwalificeerd                   | Niet gekwalificeerd                   | Niet gekwalificeerd                   | Niet gekwalificeerd                   |                                       |
| 2014                                  | Niet gekwalificeerd                   | Niet gekwalificeerd                   | Niet gekwalificeerd                   | Niet gekwalificeerd                   | Niet gekwalificeerd                   | Niet gekwalificeerd                   | Niet gekwalificeerd                   | Niet gekwalificeerd                   |                                       |
| 2018                                  | Groepsfase                            | 3                                     | 0                                     | 1                                     | 2                                     | 2                                     | 4                                     | (Kwal.)                               |                                       |
| 2022                                  | Vierde                                | 7                                     | 4                                     | 1                                     | 2                                     | 6                                     | 5                                     | (Kwal.)                               |                                       |
| 2026                                  | kwalificatie                          | kwalificatie                          | kwalificatie                          | kwalificatie                          | kwalificatie                          | kwalificatie                          | kwalificatie                          | kwalificatie                          |                                       |
| 2030                                  | Gastland                              | Gastland                              | Gastland                              | Gastland                              | Gastland                              | Gastland                              | Gastland                              | Gastland                              |                                       |
| 2034                                  | Kwalificatie moet nog beginnen        | Kwalificatie moet nog beginnen        | Kwalificatie moet nog beginnen        | Kwalificatie moet nog beginnen        | Kwalificatie moet nog beginnen        | Kwalificatie moet nog beginnen        | Kwalificatie moet nog beginnen        | Kwalificatie moet nog beginnen        |                                       |
| Totaal                                |                                       | 23                                    | 6                                     | 6                                     | 11                                    | 20                                    | 27                                    | 6 keer                                |                                       |

## Afrika Cup
Marokko heeft in totaal negentien keer deelgenomen aan de Afrika Cup en debuteerde in 1972. In 1976 won Marokko de trofee, het is de enige gewonnen CAN door de Leeuwen van de Atlas. Twaalf jaar later in 1988 fungeerde Marokko als gastland. Deze editie van de Afrika Cup werd ook wel Maroc' 88 genoemd. De Marokkaanse ploeg bereikte in 2004 voor het laatst de finale. In deze wedstrijd werd met 2-1 van het rivaliserende thuisland Tunesië verloren, waardoor Marokko tweede werd.

### 1e kampioenschap in Ethiopië 1976
Het toernooi van 1976 vond plaats in Ethiopië. In de eindronde eindigde Marokko als eerste in de groep. De tweede ronde bestond voor het eerst uit opnieuw een groep waarbij de groepswinnaar de kampioen werd. Marokko won in de groep de eerste twee wedstrijden, eerst van Egypte met 2-1 en daarna van Nigeria met 2-1. In de laatste, beslissende wedstrijd moest gelijk worden gespeeld. Vijf minuten voor tijd scoorde Ahmed Majrouh Baba de 1-1 waardoor Marokko de titel behaalde.
Kwalificatie
Voorronde
 Marokko 3-0, 3-0  Gambia

Tweede ronde
 Ghana 2-0, 0-2  Marokko
| 1 maart |     |         |
| Marokko | 2-2 | Soedan  |
| 4 maart |     |         |
| Marokko | 1-0 | Zaïre   |
| 6 maart |     |         |
| Marokko | 3-1 | Nigeria |

| Land    | Wed | Win | Gel | Ver | DV | DT | +/− | Pnt |
| ------- | --- | --- | --- | --- | -- | -- | --- | --- |
| Marokko | 3   | 2   | 1   | 0   | 6  | 3  | 3   | 5   |
| Nigeria | 3   | 2   | 0   | 1   | 6  | 5  | 1   | 4   |
| Soedan  | 3   | 0   | 2   | 1   | 3  | 4  | −1  | 2   |
| Zaïre   | 3   | 0   | 1   | 2   | 3  | 6  | −3  | 1   |

| 9 maart  |     |         |
| Marokko  | 2-1 | Egypte  |
| 11 maart |     |         |
| Marokko  | 2-1 | Nigeria |
| 14 maart |     |         |
| Marokko  | 1-1 | Guinee  |

| Land    | Wed | Win | Gel | Ver | DV | DT | +/− | Pnt |
| ------- | --- | --- | --- | --- | -- | -- | --- | --- |
| Marokko | 3   | 2   | 1   | 0   | 5  | 3  | 2   | 5   |
| Guinee  | 3   | 1   | 2   | 0   | 6  | 4  | 2   | 4   |
| Nigeria | 3   | 1   | 1   | 1   | 5  | 5  | 0   | 3   |
| Egypte  | 3   | 0   | 0   | 3   | 5  | 9  | −4  | 0   |

### Tunesië 2004
Kwalificaties
Tijdens de kwalificaties werd Marokko met 16 punten groepswinnaar met een voorsprong van 6 punten op Sierra Leone en plaatste het zich voor de eindronde. De andere landen in de groep waren Gabon en Equatoriaal-Guinea. Alle wedstrijden werden gewonnen op een gelijkspel tegen Sierra Leone na.
Eindronde
In de eindronde in Tunesië won Marokko in de groepsfase de eerste wedstrijd tegen Nigeria met 1-0. Van Benin werd met 4-0 gewonnen en de slotwedstrijd tegen Zuid-Afrika eindigde in een gelijk spel. Als groepswinnaar ging het door naar de kwartfinale. Die werd met 3-1 van Algerije gewonnen. In de halve finale werd Mali met 4-0 opzij gezet. In de finale bleek gastland Tunesië met 2-1 de sterkste. Bondscoach was Badou Zaki, een voormalig doelman van het nationale elftal.
Eerste ronde
| Land        | Wed | Win | Gel | Ver | DV | DT | +/− | Pnt |
| ----------- | --- | --- | --- | --- | -- | -- | --- | --- |
| Marokko     | 3   | 2   | 1   | 0   | 6  | 1  | +5  | 7   |
| Nigeria     | 3   | 2   | 0   | 1   | 6  | 2  | +4  | 6   |
| Zuid-Afrika | 3   | 1   | 1   | 1   | 3  | 5  | −2  | 4   |
| Benin       | 3   | 0   | 0   | 3   | 1  | 8  | −7  | 0   |

Eerste ronde
|                       |         |           |         |                                                                                                |
| 27 januari 2004 14:00 | Nigeria | 0 – 1     | Marokko | Stade Mustapha Ben Jannet, Monastir Toeschouwers: 15.000 Scheidsrechter: Falla Ndoye (Senegal) |
| 27 januari 2004 14:00 |         | Hadji 77' |         | Stade Mustapha Ben Jannet, Monastir Toeschouwers: 15.000 Scheidsrechter: Falla Ndoye (Senegal) |

|                       |                                                      |       |       |                                                                                           |
| 31 januari 2004 18:00 | Marokko                                              | 4 – 0 | Benin | Stade Taïeb El Mhiri, Sfax Toeschouwers: 20.000 Scheidsrechter: Eddy Maillet (Seychelles) |
| 31 januari 2004 18:00 | Chamakh 17' Mokhtari 73' Ouaddou 75' El Karkouri 80' |       |       | Stade Taïeb El Mhiri, Sfax Toeschouwers: 20.000 Scheidsrechter: Eddy Maillet (Seychelles) |

|                       |                  |       |             |                                                                                               |
| 4 februari 2004 18:00 | Marokko          | 1 – 1 | Zuid-Afrika | Stade Olympique de Sousse, Sousse Toeschouwers: 6.000 Scheidsrechter: Hichem Guirat (Tunisia) |
| 4 februari 2004 18:00 | Safri 38' (pen.) |       | Mayo 29'    | Stade Olympique de Sousse, Sousse Toeschouwers: 6.000 Scheidsrechter: Hichem Guirat (Tunisia) |

Kwartfinale
|                       |                                   |               |             |                                                                                              |
| 8 februari 2004 17:00 | Marokko                           | 3 – 1 (verl.) | Algerije    | Stade Taïeb El Mhiri, Sfax Toeschouwers: 22.000 Scheidsrechter: Abdul Hakim Shelmani (Libya) |
| 8 februari 2004 17:00 | Chamakh 90' Hadji 113' Zairi 120' |               | Cherrad 84' | Stade Taïeb El Mhiri, Sfax Toeschouwers: 22.000 Scheidsrechter: Abdul Hakim Shelmani (Libya) |

Halve finale
|                        |                                        |       |      | |
| 11 februari 2004 19:00 | Marokko                                | 4 – 0 | Mali | Stade Olympique de Sousse, Sousse Toeschouwers: 15.000 Scheidsrechter: Abubakar Sharaf (Cote d'Ivoire) |
| 11 februari 2004 19:00 | Mokhtari 44', 58' Hadji 80' Baha 90+1' |       |      | Stade Olympique de Sousse, Sousse Toeschouwers: 15.000 Scheidsrechter: Abubakar Sharaf (Cote d'Ivoire) |

Finale
|                        |                      |       |              |                                                                                     |
| 14 februari 2004 20:00 | Tunesië              | 2 – 1 | Marokko      | Stade 7 Novembre, Radès Toeschouwers: 65.000 Scheidsrechter: Falla N'Doye (Senegal) |
| 14 februari 2004 20:00 | Santos 5' Jaziri 52' |       | Mokhtari 38' | Stade 7 Novembre, Radès Toeschouwers: 65.000 Scheidsrechter: Falla N'Doye (Senegal) |

### Afrika Cup-historie

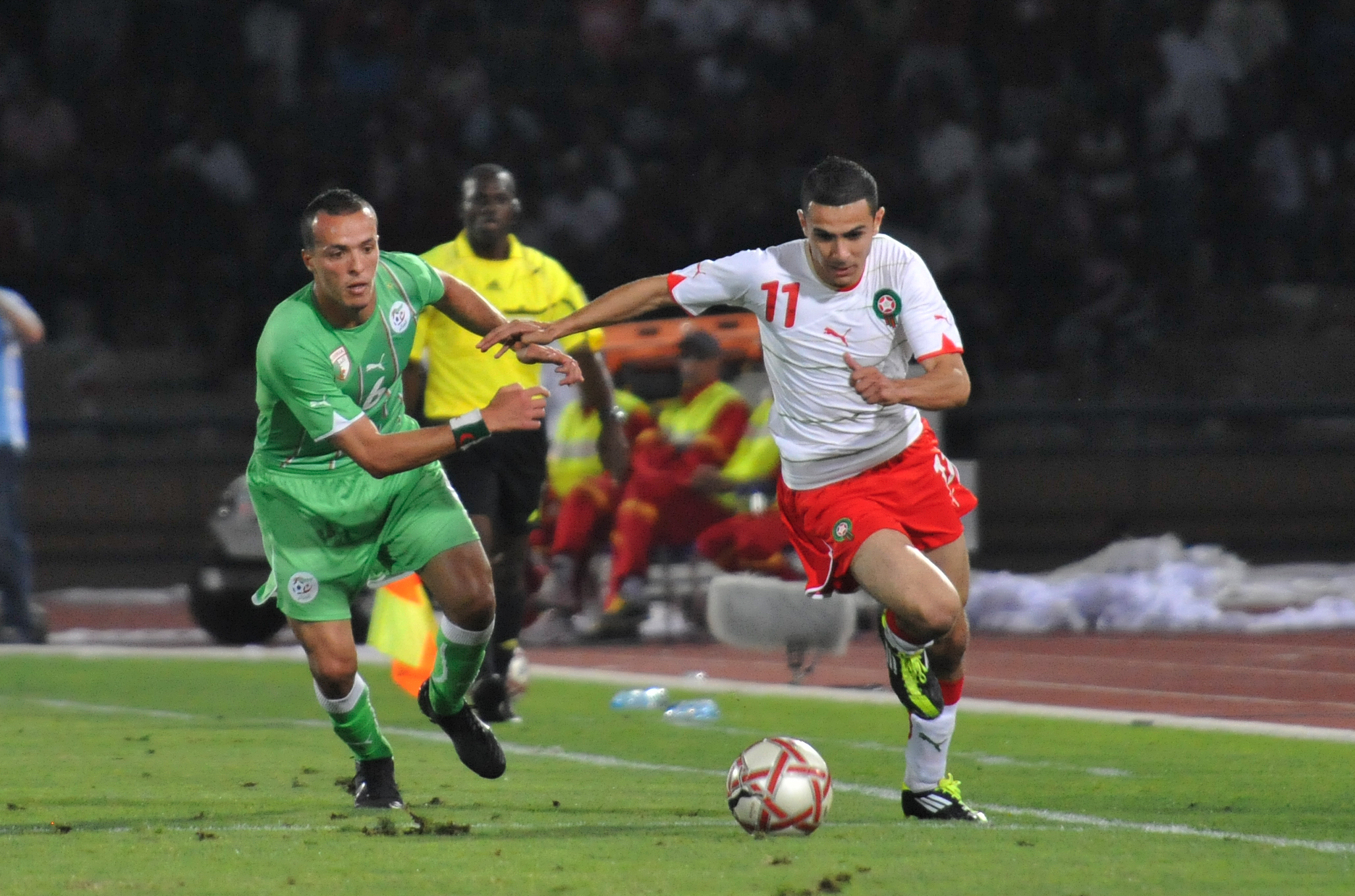
Kwalificatie Afrika Cup 2012: Marokko 4-0 Algerije, 4 juni 2011
Oussama Assaidi was een van de doelpuntmakers

| Afrika Cup overzicht | Afrika Cup overzicht       | Afrika Cup overzicht           | Afrika Cup overzicht           | Afrika Cup overzicht           | Afrika Cup overzicht           | Afrika Cup overzicht           | Afrika Cup overzicht           | Afrika Cup overzicht           | Afrika Cup overzicht           |
| Jaar                 | Gastland                   | Ronde                          | Wed.                           | W                              | G                              | V                              | DV                             | DT                             | Kwal                           |
| -------------------- | -------------------------- | ------------------------------ | ------------------------------ | ------------------------------ | ------------------------------ | ------------------------------ | ------------------------------ | ------------------------------ | ------------------------------ |
| 1962                 | Ethiopië                   | Teruggetrokken                 | Teruggetrokken                 | Teruggetrokken                 | Teruggetrokken                 | Teruggetrokken                 | Teruggetrokken                 | Teruggetrokken                 | Teruggetrokken                 |
| 1963                 | Ghana                      | Niet gekwalificeerd            | Niet gekwalificeerd            | Niet gekwalificeerd            | Niet gekwalificeerd            | Niet gekwalificeerd            | Niet gekwalificeerd            | Niet gekwalificeerd            | Niet gekwalificeerd            |
| 1965                 | Tunesië                    | Teruggetrokken                 | Teruggetrokken                 | Teruggetrokken                 | Teruggetrokken                 | Teruggetrokken                 | Teruggetrokken                 | Teruggetrokken                 | Teruggetrokken                 |
| 1968                 | Ethiopië                   | Geen deelname                  | Geen deelname                  | Geen deelname                  | Geen deelname                  | Geen deelname                  | Geen deelname                  | Geen deelname                  | Geen deelname                  |
| 1970                 | Soedan                     | Niet gekwalificeerd            | Niet gekwalificeerd            | Niet gekwalificeerd            | Niet gekwalificeerd            | Niet gekwalificeerd            | Niet gekwalificeerd            | Niet gekwalificeerd            | Niet gekwalificeerd            |
| 1972                 | Kameroen                   | Groepsfase                     | 3                              | 0                              | 3                              | 0                              | 3                              | 3                              | (Kwal.)                        |
| 1974                 | Egypte                     | Geen deelname                  | Geen deelname                  | Geen deelname                  | Geen deelname                  | Geen deelname                  | Geen deelname                  | Geen deelname                  | Geen deelname                  |
| 1976                 | Ethiopië                   | Kampioen                       | 6                              | 4                              | 2                              | 0                              | 11                             | 6                              | (Kwal.)                        |
| 1978                 | Ghana                      | Groepsfase                     | 3                              | 1                              | 1                              | 1                              | 2                              | 4                              |                                |
| 1980                 | Nigeria                    | 3e plaats                      | 5                              | 2                              | 1                              | 2                              | 4                              | 3                              | (Kwal.)                        |
| 1982                 | Libië                      | Niet gekwalificeerd            | Niet gekwalificeerd            | Niet gekwalificeerd            | Niet gekwalificeerd            | Niet gekwalificeerd            | Niet gekwalificeerd            | Niet gekwalificeerd            | Niet gekwalificeerd            |
| 1984                 | Ivoorkust                  | Niet gekwalificeerd            | Niet gekwalificeerd            | Niet gekwalificeerd            | Niet gekwalificeerd            | Niet gekwalificeerd            | Niet gekwalificeerd            | Niet gekwalificeerd            | Niet gekwalificeerd            |
| 1986                 | Egypte                     | 4e plaats                      | 5                              | 1                              | 2                              | 2                              | 4                              | 5                              | (Kwal.)                        |
| 1988                 | Marokko                    | 4e plaats                      | 5                              | 1                              | 3                              | 1                              | 3                              | 3                              |                                |
| 1990                 | Algerije                   | Niet gekwalificeerd            | Niet gekwalificeerd            | Niet gekwalificeerd            | Niet gekwalificeerd            | Niet gekwalificeerd            | Niet gekwalificeerd            | Niet gekwalificeerd            | Niet gekwalificeerd            |
| 1992                 | Senegal                    | Groepsfase                     | 2                              | 0                              | 1                              | 1                              | 2                              | 2                              | (Kwal.)                        |
| 1994                 | Tunesië                    | Niet gekwalificeerd            | Niet gekwalificeerd            | Niet gekwalificeerd            | Niet gekwalificeerd            | Niet gekwalificeerd            | Niet gekwalificeerd            | Niet gekwalificeerd            | Niet gekwalificeerd            |
| 1996                 | Zuid-Afrika                | Niet gekwalificeerd            | Niet gekwalificeerd            | Niet gekwalificeerd            | Niet gekwalificeerd            | Niet gekwalificeerd            | Niet gekwalificeerd            | Niet gekwalificeerd            | Niet gekwalificeerd            |
| 1998                 | Burkina Faso               | Kwartfinale                    | 4                              | 2                              | 1                              | 1                              | 6                              | 3                              | (Kwal.)                        |
| 2000                 | Ghana / Nigeria            | Groepsfase                     | 3                              | 1                              | 1                              | 1                              | 1                              | 2                              | (Kwal.)                        |
| 2002                 | Mali                       | Groepsfase                     | 3                              | 1                              | 1                              | 1                              | 3                              | 4                              | (Kwal.)                        |
| 2004                 | Tunesië                    | 2e plaats                      | 6                              | 4                              | 1                              | 1                              | 14                             | 4                              | (Kwal.)                        |
| 2006                 | Egypte                     | Groepsfase                     | 3                              | 0                              | 2                              | 1                              | 0                              | 1                              | (Kwal.)                        |
| 2008                 | Ghana                      | Groepsfase                     | 3                              | 1                              | 0                              | 2                              | 7                              | 6                              | (Kwal.)                        |
| 2010                 | Angola                     | Niet gekwalificeerd            | Niet gekwalificeerd            | Niet gekwalificeerd            | Niet gekwalificeerd            | Niet gekwalificeerd            | Niet gekwalificeerd            | Niet gekwalificeerd            | Niet gekwalificeerd            |
| 2012                 | Gabon / Equatoriaal-Guinea | Groepsfase                     | 3                              | 1                              | 0                              | 2                              | 4                              | 5                              | (Kwal.)                        |
| 2013                 | Zuid-Afrika                | Groepsfase                     | 3                              | 0                              | 3                              | 0                              | 3                              | 3                              | (Kwal.)                        |
| 2015                 | Equatoriaal-Guinea         | Gediskwalificeerd              | Gediskwalificeerd              | Gediskwalificeerd              | Gediskwalificeerd              | Gediskwalificeerd              | Gediskwalificeerd              | Gediskwalificeerd              | Gediskwalificeerd              |
| 2017                 | Gabon                      | Kwartfinale                    | 4                              | 2                              | 0                              | 2                              | 4                              | 3                              | (Kwal.)                        |
| 2019                 | Egypte                     | Achtste finale                 | 4                              | 3                              | 1                              | 0                              | 4                              | 1                              | (Kwal.)                        |
| 2021                 | Kameroen                   | Kwartfinale                    | 5                              | 3                              | 1                              | 1                              | 8                              | 5                              | (Kwal.)                        |
| 2023                 | Ivoorkust                  | Achtste finale                 | 4                              | 2                              | 1                              | 1                              | 5                              | 3                              | (Kwal.)                        |
| 2025                 | Marokko                    | Gastland                       | Gastland                       | Gastland                       | Gastland                       | Gastland                       | Gastland                       | Gastland                       | (Kwal.)                        |
| 2027                 | Tanzania/Kenia/Oeganda     | Kwalificatie moet nog beginnen | Kwalificatie moet nog beginnen | Kwalificatie moet nog beginnen | Kwalificatie moet nog beginnen | Kwalificatie moet nog beginnen | Kwalificatie moet nog beginnen | Kwalificatie moet nog beginnen | Kwalificatie moet nog beginnen |
| Totaal               | Totaal                     | 18 keer                        | 71                             | 27                             | 24                             | 20                             | 82                             | 65                             |                                |

## African Championship of Nations
| African Championship of Nations overzicht | African Championship of Nations overzicht | African Championship of Nations overzicht | African Championship of Nations overzicht | African Championship of Nations overzicht | African Championship of Nations overzicht | African Championship of Nations overzicht | African Championship of Nations overzicht | African Championship of Nations overzicht |
| Jaar                                      | Ronde                                     | Wed.                                      | W                                         | G                                         | V                                         | DV                                        | DT                                        | Kwal                                      |
| ----------------------------------------- | ----------------------------------------- | ----------------------------------------- | ----------------------------------------- | ----------------------------------------- | ----------------------------------------- | ----------------------------------------- | ----------------------------------------- | ----------------------------------------- |
| 2009                                      | Niet gekwalificeerd                       | Niet gekwalificeerd                       | Niet gekwalificeerd                       | Niet gekwalificeerd                       | Niet gekwalificeerd                       | Niet gekwalificeerd                       | Niet gekwalificeerd                       | Niet gekwalificeerd                       |
| 2011                                      | Niet gekwalificeerd                       | Niet gekwalificeerd                       | Niet gekwalificeerd                       | Niet gekwalificeerd                       | Niet gekwalificeerd                       | Niet gekwalificeerd                       | Niet gekwalificeerd                       | Niet gekwalificeerd                       |
| 2014                                      | Kwartfinale                               | 4                                         | 1                                         | 2                                         | 1                                         | 7                                         | 6                                         | (Kwal.)                                   |
| 2016                                      | Groepsfase                                | 3                                         | 1                                         | 1                                         | 1                                         | 4                                         | 2                                         | (Kwal.)                                   |
| 2018                                      | Kampioen                                  | 6                                         | 5                                         | 1                                         | 0                                         | 16                                        | 2                                         | (Kwal.)                                   |
| 2020                                      | Kampioen                                  | 6                                         | 5                                         | 1                                         | 0                                         | 15                                        | 3                                         | (Kwal.)                                   |
| 2022                                      | Teruggetrokken                            | Teruggetrokken                            | Teruggetrokken                            | Teruggetrokken                            | Teruggetrokken                            | Teruggetrokken                            | Teruggetrokken                            | (Kwal.)                                   |

## De gouden generatie
Deze generatie bestond vanaf de jaren 70 tot eind jaren 90 van de twintigste eeuw. Met deze generatie plaatste Marokko zich diverse malen voor het WK en won het de Afrika Cup in 1976.
Topspelers in de jaren 90:
- Mustapha Hadji
- Noureddine Naybet
- Salaheddine Bassir
- Abdeljalil Hadda
- Youssef Chippo
- Abdelkrim El Hadrioui
- Tahar El Khalej
- Ahmed Bahja

Topspelers in de jaren 70-80:
- Ahmed Faras
- Aziz Bouderbala
- Mohamed Timoumi
- Badou Zaki
- Abdelkrim Merry
- Abdelmajid Dolmy
- Mustafa El Haddaoui
- Mustapha Choukri

## Huidige selectie
De volgende spelers zijn opgeroepen voor de WK kwalificatiewedstrijden op 21 en 25 maart 2025.
Interlands en doelpunten bijgewerkt tot en met de wedstrijd op 25 maart 2025 tegen Tanzania.
| №           | Naam                | Wed. | Dlpnt. | Club                |
| ----------- | ------------------- | ---- | ------ | ------------------- |
| Doel        |                     |      |        |                     |
| 1           | Yassine Bounou      | 74   | 0      | Al-Hilal            |
| 12          | Munir Mohamedi      | 49   | 0      | RS Berkane          |
| 22          | Mehdi Benabid       | 0    | 0      | Wydad Casablanca    |
| Verdediging |                     |      |        |                     |
| 2           | Achraf Hakimi       | 83   | 10     | Paris Saint-Germain |
| 3           | Noussair Mazraoui   | 33   | 2      | Manchester United   |
| 5           | Nayef Aguerd        | 55   | 2      | Real Sociedad       |
| 6           | Jawad El Yamiq      | 31   | 3      | Al-Wahda            |
| 16          | Jamal Harkass       | 4    | 1      | Wydad Casablanca    |
| 18          | Abdel Abqar         | 3    | 0      | Deportivo Alavés    |
| 24          | Omar El Hilali      | 0    | 0      | RCD Espanyol        |
| 26          | Adam Aznou          | 3    | 0      | FC Bayern München   |
| Middenveld  |                     |      |        |                     |
| 4           | Sofyan Amrabat      | 64   | 0      | Fenerbahçe          |
| 8           | Azzedine Ounahi     | 38   | 7      | Olympique Marseille |
| 10          | Brahim Diaz         | 10   | 8      | Real Madrid         |
| 14          | Oussama Targhalline | 3    | 0      | Feyenoord           |
| 15          | Ismael Saibari      | 11   | 3      | PSV                 |
| 23          | Bilal El Khannous   | 20   | 1      | Leicester City FC   |
| 25          | Bilal Nadir         | 0    | 0      | Olympique Marseille |
| Aanval      |                     |      |        |                     |
| 7           | Chemsdine Talbi     | 0    | 0      | Sunderland AFC      |
| 9           | Soufiane Rahimi     | 27   | 10     | Al Ain FC           |
| 11          | Osame Sahraoui      | 1    | 0      | Lille OSC           |
| 14          | Eliesse Ben Seghir  | 10   | 3      | AS Monaco           |
| 17          | Abde Ezzalzouli     | 23   | 2      | Real Betis          |
| 19          | Youssef En-Nesyri   | 80   | 23     | Fenerbahçe          |
| 20          | Hamza Igamane       | 1    | 0      | Rangers FC          |
| 21          | Amine Adli          | 15   | 1      | Bayer Leverkusen    |

### Technische staf
| Rol                 | Naam               |
| ------------------- | ------------------ |
| Bondscoach          | Walid Regragui     |
| Assistent-trainer   | Gharib Amzine      |
| Assistent-trainer   | Rachid Benmahmoud  |
| Keeperstrainer      | Omar Harrak        |
| Video analist       | Moussa El Habchi   |
| Video analist       | Harisson Kingston  |
| Fysiek trainer      | Edu Gonzalez       |
| Fysiek trainer      | Juan Solla         |
| Fysiek trainer      | Eduardo Domínguez  |
| Arts                | Christophe Baudot  |
| Masseur             | Karim Serhane      |
| Masseur             | Franck Garnier     |
| Masseur             | David Sebbag       |
| Technisch directeur | Chris Van Puyvelde |

## Spelersrecords

### Topscorers aller tijden

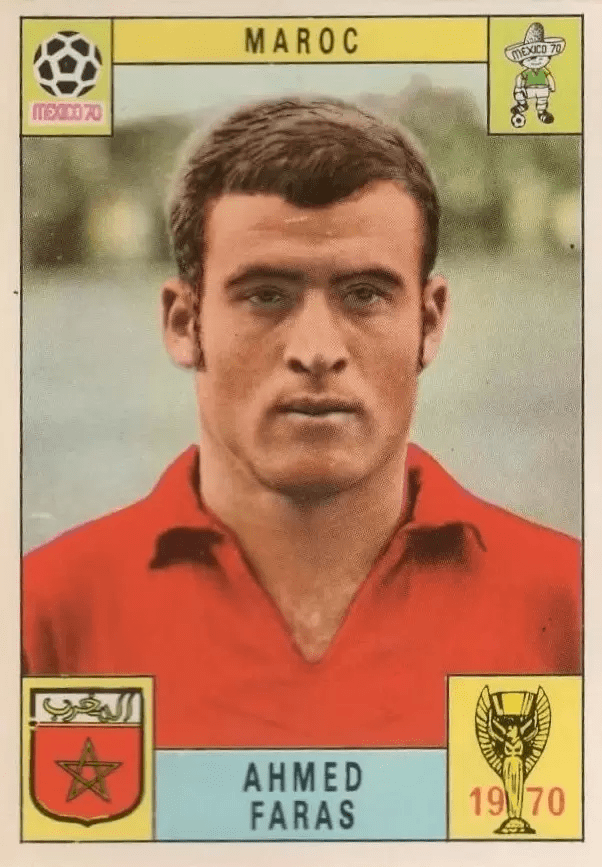
Ahmed Faras is met 36 doelpunten de all time topscorer van het Marokkaans elftal

|   | Naam               | Carrière  | Doelpunten | Interlands |
| - | ------------------ | --------- | ---------- | ---------- |
| 1 | Ahmed Faras        | 1966–1979 | 36         | 94         |
| 2 | Salaheddine Bassir | 1994–2002 | 27         | 59         |
| 3 | Ayoub El Kaabi     | 2018–     | 16         | 42         |
| 4 | Hakim Ziyech       | 2015–     | 25         | 64         |
| 5 | Youssef En-Nesyri  | 2016–     | 23         | 78         |
| 6 | Abdeljalil Hadda   | 1995–2002 | 19         | 48         |
| 7 | Marouane Chamakh   | 2003–2014 | 18         | 65         |
| 7 | Hassan Amcharrat   | 1971–1979 | 18         | 39         |
| 8 | Abdeslam Laghrissi | 1984–1995 | 17         | 35         |
| 9 | Youssouf Hadji     | 2003–2012 | 16         | 64         |
| 9 | Youssef El Arabi   | 2010–2021 | 16         | 47         |

Laatst bijgewerkt: 22 maart 2025

### Meeste interlands
|    | Naam              | Carrière  | Interlands | Doelpunten |
| -- | ----------------- | --------- | ---------- | ---------- |
| 1  | Noureddine Naybet | 1990–2006 | 115        | 4          |
| 2  | Ahmed Faras       | 1966–1979 | 94         | 36         |
| 3  | Romain Saïss      | 2012–     | 83         | 3          |
| 4  | Achraf Hakimi     | 2016–     | 82         | 10         |
| 4  | Youssef Safri     | 1999–2009 | 79         | 8          |
| 4  | Houssine Kharja   | 2004–2015 | 79         | 13         |
| 7  | Badou Zaki        | 1979–1992 | 78         | 0          |
| 7  | Youssef En-Nesyri | 2016      | 78         | 23         |
| 9  | Abdelmajid Dolmy  | 1973–1988 | 76         | 2          |
| 10 | Youssef Chippo    | 1996–2006 | 73         | 9          |

Laatst bijgewerkt: 22 maart 2025

## Bekende (ex-)spelers
A-C
- Karim El Ahmadi
- Ismaïl Aissati
- Nordin Amrabat
- Sofyan Amrabat
- Youssef El-Arabi
- Oussama Assaidi
- Salaheddine Bassir
- Abdelaziz Barrada
- Younès Belhanda
- Larbi Ben Barek
- Mehdi Benatia
- Aziz Bouderbala
- Nourdin Boukhari
- Ali Boussaboun
- Dries Boussatta
- Mbark Boussoufa
- Mehdi Carcela
- Marouane Chamakh
- Youssef Chippo
- Michaël Chrétien Basser

D-L
- Abdelmajid Dolmy
- Brahim Diaz
- Nabil Dirar
- Ahmed Faras
- Abdeljalil Hadda
- Mustapha Hadji
- Youssouf Hadji
- Achraf Hakimi
- Abderrazak Hamdallah
- Mounir El Hamdaoui
- Amine Harit
- Oussama Idrissi
- Omar El Kaddouri
- Tahar El Khalej
- Houssine Kharja
- Ali El Khattabi
- Zakaria Labyad
- Nadir Lamyaghri

M-Z
- Noussair Mazraoui
- Abdelkrim Merry
- Youssef Mokhtari
- Noureddine Naybet
- Adil Ramzi
- Youssef Rossi
- Tarik Sektioui
- Khalid Sinouh
- Adel Taarabt
- Mohamed Timoumi
- Jaouad Zairi
- Hakim Ziyech

Dik gedrukt= Nog actief

## Coaches
Het Marokkaanse elftal heeft veel buitenlandse bondscoaches gehad. De eerste bondscoach van Marokko was Larbi Ben Barek in 1957 tot 1962 nadat Marokko onafhankelijk was geworden van Frankrijk.
De huidige bondscoach van het Marokkaanse elftal is Walid Regragui.

### Bondscoaches
1957-1961 ·  Larbi Ben Barek

1961-1963 ·  Mohamed Massoun

1963-1967 ·  Abderrahmane Mahjoub

1968-1970 ·  Guy Cluseau

1970-1971 ·  Blagoje Vidinic

1971-1972 ·  Sabino Barinaga

1972-1973 ·  Abderrahmane Mahjoub

1974-1978 ·  Gheorge Mărdărescu

1979-1979 ·  Guy Cluseau

1979-1981 ·  Just Fontaine

1981-1983 ·  Jabrane Hamidouch

1983-1988 ·  José Faria "Mehdi"

1988-1989 ·  Jaime Valente

1989-1990 ·  Antonio Angelillo

1990-1992 ·  Werner Olk

1992-1993 ·  Abdelkhalek Louzani

1993-1994 ·  Abdellah Blinda

1994-1995 ·  Mohammed Lamari

1995-1995 ·  Gílson Nunez

1995-2000 ·  Henri Michel

2000-2000 ·  Henryk Kasperczak

2000-2002 ·  Humberto Coelho

2002-2005 ·  Badou Zaki

2005-2005 ·  Philippe Troussier

2005-2007 ·  M'hamed Fakhir

2007-2008 ·  Henri Michel

2008-2008 ·  Jamal Fathi interim

2008-2009 ·  Roger Lemerre

2009-2010 ·  Hassan Moumen

2010-2012 ·  Eric Gerets

2012-2013 ·  Rachid Taoussi

2014-2016 ·  Badou Zaki

2016-2019 ·  Hervé Renard

2019-2022 ·  Vahid Halilhodžić

2022–heden ·  Walid Regragui

### Larbi Ben Barek
Ben Barek de eerste speler die vernoemd was naar de 'Black Pearl' , speelde in de voetbalteam van Marokko. Maar omdat Marokko tijdens de voetbalcarrière van Ben Barek behoorde tot Frankrijk, heeft de speler nooit een officiële interland gespeeld voor zijn geboorteland. Marokko mocht alleen vriendschappelijke wedstrijden spelen.
De speler komt echter wel uit voor Frankrijk: hij maakt zijn debuut op 4 september 1938 in de interland Italië - Frankrijk (1-0). In totaal komt de speler 17 keer uit voor Frankrijk waarin hij 3 maal weet te scoren.
Ben Barek heeft weliswaar niet veel interlands gespeeld voor Frankrijk, toch heeft de speler een record in handen in Frankrijk: hij is de speler die gedurende de langste periode geselecteerd is voor Frankrijk: 15 jaar en 10 maanden (van 1938 t/m 1954). Pelé nam de naam van "Black Pearl" over nadat hij een beroemde verklaring over Larbi aflegde: " Als ik de Koning van Voetbal ben, dan is Larbi Ben Barek de God van Het". Zijn carrière bij Atlético Madrid werd hij de Voet van God genoemd door zijn Spaanse fans waar ze in 1950 Primera División hebben gewonnen met de hulp van Ben Barek. Larbi Ben Barek stierf in zijn geboortestad op 16 september 1992. Postuum kreeg hij de FIFA Order of Merit Award toegekend.

### Jaren 70
In 1970 waar Marokko voor het eerst wist te plaatsen in de WK was Guy Cluseau de bondscoach die na het WK van 1970 gelijk was vertrokken, maar later in 1979 kwam hij weer voor een jaar terug. Abderrahmane Belmahjoub (Prince du Parc) de beste Arabische speler in zijn generatie en een Marokkaan die Frans interlands speelde. Hij nam in 1972 weer de plaats nadat hij in 1963 tot 1967 al de coach was. 1976 waar Marokko kampioen werd in de Afrika Cup 1976 werd gecoacht door de Roemeen Gheorghe Mărdărescu, na 1978 was hij vertrokken. In 1979 was de ex-interlands speler Just Fontaine ('Justo') van Frankrijk die in Marrakesh is geboren de bondscoach van Marokko, in 1981 maakte hij een einde aan zijn carrière. Ook kwam hij uit voor het Frans voetbalelftal. Hij is recordhouder van meeste doelpunten tijdens één WK voetbal (13 doelpunten op het WK van 1958, waarvan vier in een wedstrijd tegen West-Duitsland). Just Fontaine speelde voor US Casablanca, OGC Nice en Stade de Reims. Hij werd door Pelé vermeld in de opgestelde Lijst FIFA 100 beste spelers.

### Jaren 80
De Braziliaan José Faria die tijdens het WK van 1986 de bondscoach van Marokko was, kwalificeerden ze zich opnieuw voor het WK waar hij Marokko in de tweede ronde bracht met als beste resultaat in de historie. Hij coachte het Marokkaanse elftal sinds 1983 en weigerde toen midden zijn contract een bod van FC Internazionale Milano, hij is sindsdien bekeerd tot de islam en kreeg de naam 'Mehdi'. Na 1988 is hij een tijdje gestopt met coachen en nam in 1995 de leiding bij Olympique de Khouribga. De Argentijn Antonio Valentín Angelillo was een interlandspeler van Argentinië en Italië. Van 1989 tot 1990 was hij de coach van Marokko en het was de enige interland die hij heeft gecoacht in zijn carrière. De rest waren alleen maar clubs, hetzelfde als bij Duitser Werner Olk die twee jaar Marokko heeft gecoacht in 1990 tot 1992.

### Jaren 90
In 1993 tot 1994 was Abdellah Blinda de bondscoach en bracht Marokko ook naar de WK van 1994 in de Verenigde Staten, voor de 3e keer dat Marokko de eindronde van het WK hebben behaald. Blinda begon zijn sportieve carrière als handballer en werd pas nadien voetballer. Blinda speelde bij verschillende Marokkaanse ploegen, onder meer FUS Rabat. Tijdens de finale van de Beker van Marokko in 1972-73 maakte hij twee van de drie doelpunten van zijn club tegen Ittihad Khémisset. Vervolgens trainde hij verscheidene binnenlandse en buitenlandse ploegen, onder meer Raja Casablanca, FUS en de club Bani Yas uit Abu Dhabi. Blinda was sinds 2008 coach van het plaatselijke Marokkaans voetbalelftal. Hij overleed in maart 2010 aan een hartinfarct. Vier jaar later in 1998 was het Henri Michel die Marokko coachte en Marokko voor de vierde keer naar het WK van 1998 bracht. Waar Marokko bijna voor de tweede keer in de achtste finale kwam als de Noren zouden verliezen van Brazilië. Maar tot verbazing hadden de Noren in de laatste vijf minuten gescoord en gewonnen, dus ging Marokko niet door. Hij leidde Marokko ook in de Afrika Cup 2000. Bij dit laatste toernooi vielen de prestaties tegen en werd hij ontslagen.

### 2000-2010

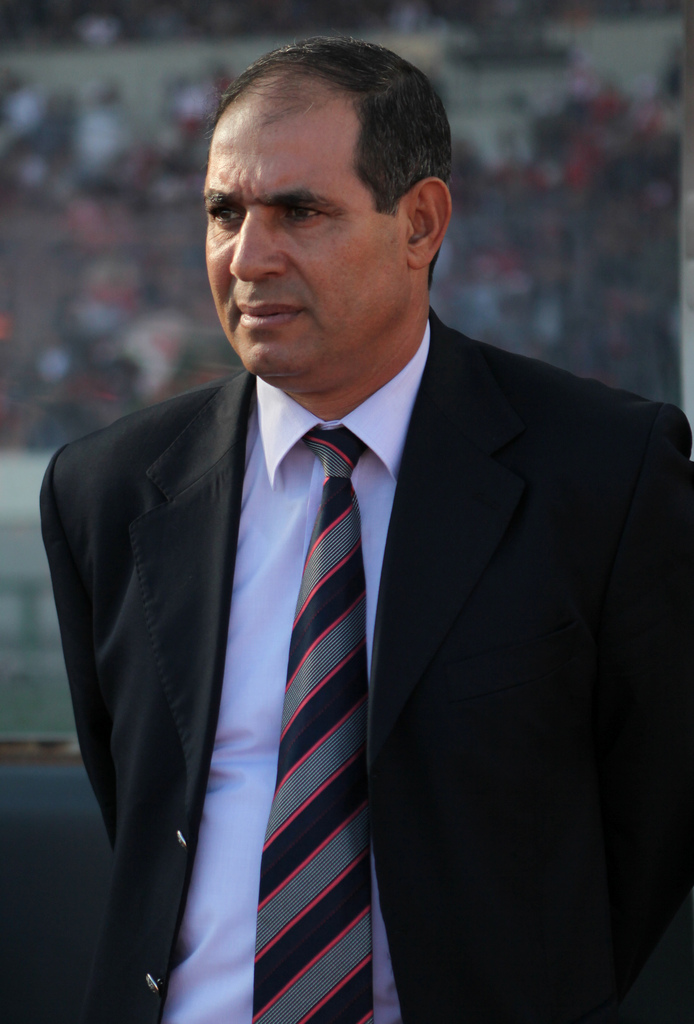
Badou Zaki

De Portugees Humberto Coelho was in 2002 bondscoach. Hij miste met Marokko op doelsaldo net de eindronde van het WK van 2002, hij vertrok vervolgens. Het werk werd overgenomen door voormalig international Badou Zaki. Hij behaalde met Marokko de finale in Afrika Cup 2004 en werd 2e, maar ook hij haalde de eindronde van het WK van 2006 niet en vertrok. De Fransman Philippe Troussier kwam voor korte tijd en werd opgevolgd door Mohammed Fakhir. Na slechte resultaten werd hij opnieuw vervangen, nu door de Fransman Michel. Die kon echter niet lang aanblijven; na teleurstellende prestaties van het Marokkaanse voetbalteam bij de Afrika Cup 2008 werd hij meteen na het toernooi ontslagen. Fathi Jamal werd interim bondscoach, hij had onder meer met Jong Marokko de halve finales behaald op het WK onder 20 jaar in 2005 dat in Nederland werd gehouden. Hij werd in 2008 opgevolgd door Roger Lemerre die daarvoor bondscoach van Tunesië was en in de finale van de Afrika Cup 2004 nog van Marokko had gewonnen. Lemerre werd tijdens de kwalificatieperiode van het WK en de Afrika Cup ontslagen wegens slechte resultaten en werd opgevolgd door Hassan Moumen om het team stabiel te houden.

### 2010-2013
Marokko heeft veel bondscoaches gekend, de laatste jaren vooral voor korte tijd. De resultaten zijn de laatste 10 jaren achteruit gegaan. Dit is op de FIFA-wereldranglijst terug te zien. Begin 2013 staan er op de ranking 16 Afrikaanse landen boven Marokko. In 2010 nam de Belgisch oud-voetballer Eric Gerets het roer over. Hij won met Marokko de Arab Cup 2012 in Saoedi-Arabië. Verder plaatste hij zich met Marokko voor de Afrika Cup 2012 in Gabon en Equatoriaal-Guinea. Marokko, een outsider voor de eindzege, stelde echter teleur en vloog er al in de eerste ronde uit. De kritiek over Gerets groeide en na de verloren kwalificatiewedstrijd voor de Afrika Cup 2013 tegen Mozambique werd Gerets direct ontslagen. Zijn opvolger werd Rachid Taoussi. Bondscoach Taoussi kwam in 2012 over van FAR Rabat. Hij kreeg de taak om van Mozambique te winnen om zich te plaatsen voor de Afrika Cup 2013, dit deed hij met een 4-0-overwinning, maar ook hij kwam niet verder dan de eerste ronde.

### 2014-2016
Na een mislukte periode van Rachid Taoussi nam Badou Zaki het roer voor de twee keer over bij Marokko. Hij gooide het elftal helemaal om en wilde meer spelers uit Europa trekken om te spelen voor de nationale ploeg. Zaki is het o.a. ook gelukt om Hakim Ziyech aan te trekken bij het Marokkaans voetbalelftal, die momenteel wordt gezien als een van de sterkhouders in het elftal. Na wisselvallige resultaten is de trainer ontslagen.

## FIFA-wereldranglijst
| 1993 | 1994 | 1995 | 1996 | 1997 | 1998 | 1999 | 2000 | 2001 | 2002 | 2003 | 2004 | 2005 | 2006 | 2007 | 2008 | 2009 | 2010 | 2011 | 2012 | 2013 | 2014 | 2015 | 2016 | 2017 | 2018 | 2019 | 2020 | 2021 | 2022 | 2023 | 2024 | 2025 |  |
| 30   | 33   | 38   | 27   | 15   | 13   | 24   | 28   | 36   | 35   | 38   | 33   | 36   | 39   | 39   | 41   | 67   | 79   | 61   | 74   | 73   | 81   | 75   | 57   | 40   | 40   | 41   | 35   | 33   | 11   | 13   | 14   | 12   |  |

Bijgewerkt t/m 23 november 2024.